# Hibbertia brownei
Hibbertia brownei är en tvåhjärtbladig växtart som beskrevs av George Bentham. Hibbertia brownei ingår i släktet Hibbertia och familjen Dilleniaceae. Inga underarter finns listade i Catalogue of Life.